# Partit Comunista del Nepal (Masal)
Partit Comunista del Nepal (Masal) fou un partit polític del Nepal que es va formar per escissió del Partit Comunista del Nepal (Conferència d'Unitat) el 1983 quan Mohan Bikram Singh i altres van sortir del partit i en van fundar un de nou.
El 1985 es va dividir en Communist Party of Nepal (Masal) de Mohan Bikram Singh i conegut com a Partit Comunista del Nepal (Masal-COC) i el Partit Comunista del Nepal (Mashal)